# Oswaldo Luizar Obregón
Oswaldo Luizar Obregón (Cusco, 13 de noviembre de 1962) es un físico, catedrático y político peruano. Ejerció como congresista de la república por Cusco durante el periodo 2006-2011.

## Biografía
Nació en la ciudad del Cusco, el 13 de noviembre de 1962. Es hijo de Jesús Luizar Fernández y de María Obregón Sánchez.
Cursó sus estudios primarios y secundarios en el Colegio Nacional de Ciencias y Artes del Cusco entre 1969 y 1978. En 1979 viajó a Rusia donde estudió Física en la Facultad de Ciencias de la Universidad de la Amistad de los Pueblos hasta 1985. Entre 1996 y 2001, realizó estudios de posgrado en Física magnetosférica en la Universidad de Santiago de Chile.
Es licenciado de la Universidad Nacional de San Antonio Abad del Cusco donde también fue catedrático desde el año 1985. También ejerció como profesor, director de Planificación Universitaria (2004-2005), jefe del Departamento Académico de Física (2000-2002), miembro de la Asamblea Universitaria de la UNSAAC en tres periodos y miembro del Comité Electoral Universitario de la UNSAAC (2000-2001).

## Carrera política
Oswaldo Luizar se inicia en la política como militante de Izquierda Unida en la región Cusco, desde 1985 hasta 1991. Posteriormente en el año 2001, se afilia al partido Unión por el Perú donde fue miembro del Comité Directivo Regional en la sede cuzqueña y también subsecretario de 2005 a 2006.
Inició su participación política en las elecciones municipales del año 2002 como candidato a regidor de la Municipalidad Provincial del Cusco sin éxito.

### Congresista de la República
En las elecciones generales del año 2006, se presentó como candidato al Congreso de la República en representación del departamento del Cusco por el partido Unión por el Perú en alianza con el Partido Nacionalista Peruano. Luizar fue elegido congresista con 36,030 y fue juramentado para el periodo parlamentario 2006-2011.
En el parlamento, ejerció como secretario de la Comisión de Educación y presidente la Comisión Especial encargada de investigar el caso de interceptaciones telefónicas. Fue también vocero de la bancada de Unión por el Perú.
En el año 2008, Luizar decidió alejarse de la bancada de Unión por el Perú tras discrepancias internas y luego creó la bancada Bloque Popular junto a exmiembros de UPP. En 2010 decidió renunciar finalmente al partido.
Tras culminar su gestión, Luizar se presentó en las elecciones regionales del 2014 como candidato al Gobierno Regional del Cusco por el movimiento Fuerza Inka Amazónica, sin embargo, quedó en el séptimo lugar. Posteriormente en el año 2016, Luizar es invitado por el partido Fuerza Popular de Keiko Fujimori para ser nuevamente candidato al Congreso de la República en las elecciones parlamentarias, obteniendo solamente votos.
En 2016, Oswaldo Luizar fue designado por el Ministerio de Educación como miembro de la comisión organizadora de la Universidad Nacional de Juliaca y luego como presidente de la comisión organizadora de la Universidad Nacional José María Arguedas.